# Thierry Caens
 (août 2014).
 (juin 2025).
Thierry Caens est un trompettiste classique, né en 1958 à Dijon.

## Biographie
Né en région bourguignonne en 1958, Thierry Caens commence la trompette à l'âge de 5 ans avec son père Marcel Caens (également père du saxophoniste Jean-Pierre Caens). Il fut élève de Robert Pichaureau, Pierre Pollin et Maurice André.
Il obtient dans la classe de Maurice André le premier prix de trompette en 1977 et le premier prix de cornet en 1978 au Conservatoire national supérieur de musique à Paris.
Soliste recherché, il est l’invité des plus grandes salles du monde, du Victoria Hall de Genève au Bunka Kaikan de Tokyo en passant par les États-Unis, la Chine, l’Italie et Paris (Pleyel, Gaveau, Radio-France, Théâtre des Champs-Élysées, Châtelet, etc.). Avec Jean-François Paillard, il a enregistré les grandes pages de J S Bach, G F Haendel et J Haydn.
Thierry Caens est aussi réputé pour ses nombreuses participations, avec : Manuel Rocheman, Yves Jamait, Daniel Fernandez, Vladimir Cosma, William Sheller (sur l'album Les Machines absurdes paru en 2000), Jean Ferrat, Richard Galliano et bien d'autres (Michel Legrand, Michel Colombier, Claude Bolling, Gabriel Yared, Jean-Marie Senia, Frédéric Talgorn, Bruno Fontaine, Lalo Schifrin, Paul Misraki, Georges Delerue, Reihnardt Wagner, Joe Hisaïshi, Philippe Sarde, Didier Lockwood, Daniel Humair…)
Il a aussi joué la partie de trompette solo de plus de 50 bandes originales, et notamment celle du film Cyrano de Bergerac de Jean-Paul Rappeneau en 1990, Musique multi-récompensée de Jean-Claude Petit.
Étant un homme de passions, il vit pleinement et avec fidélité celles-ci : pour la musique, en créant, par exemple, "La gazette des cuivres", magazine professionnel ou en devenant chroniqueur pour Bourgogne Magazine et France Bleue Bourgogne.
En 1987 il fonde le festival Musique au Chambertin dans 9 villages de la Côte de Nuits (de Marsannay-la-Côte à Clos-de-Vougeot). Lors de sa 34ème édition, en 2022, Thierry Caens passe la main et transmet la direction artistique du festival à Adélaïde Ferrière.
Aujourd'hui, Thierry Caens se consacre principalement à sa carrière de soliste , à l'écriture et aux projets qu'il souhaite défendre et développer aux côtés de l'association VIVARTIS. 

## Parcours
- Trompette solo à l'Orchestre National de Lyon de 1976 à 1981 .
- Fondateur en 1976 du "Quintette Arban" avec Jean-Paul Leroy (professeur de trompette au Conservatoire d'Orléans), qui deviendra le Concert Arban en 1978 jusqu'en 1989.
- Cornet solo à l'Opéra de Paris de 1981 à 1985.
- Professeur au Conservatoire de Dijon depuis 1985. Chef du Grand Ensemble de Cuivres du Conservatoire de Dijon (GECCD)
- De 2003 à 2021, il est professeur de trompette au Conservatoire national supérieur de musique et de danse de Lyon
- Directeur artistique fondateur de la Camerata de Bourgogne, orchestre à géométrie variable de Bourgogne de 1987 à 2010 , qui deviendra Orchestre Dijon-Bourgogne .

Il a également joué avec les plus grands solistes : FR Duchable, G Tacchino, B Fontaine, MJ Jude, JF Heisser, Y Henry, M Nordmann, M Larrieu, J P Wallez, J Guillou, M Bourgue, N Freire, F Chaplin, D Pascal, B Rigutto, P Cochereau, JL Gil, G Oppitz ... Les plus grands chefs d'orchestre : M Plasson, S Baudo, V Spivakov, Z Mehta. Les plus grands orchestres : Tokyo Metropolitan, Bremen Philharmonic, English Chamber, I Solisti Veneti, Franz Liszt Budapest, Orchestre National Lyon, Orchestre Capitole Toulouse, Orchestre de Normandie, Radio Sofia, Orchestre Bernard Thomas, Orchestre d'Auvergne, Orchestre national d'Avignon-Provence, Orchestre Lamoureux, Orchestre Colonne…
Il a créé un trio avec Michel Becquet tromboniste et André Cazalet, cor solo à l'Orchestre de Paris, accompagné par Y Henry, L Bougnol, Vincent Balse… En 1989 il fonde les Cuivres Français (dixtuor et grande formation) avec les principaux solistes des orchestres nationaux.
Il rendra hommage à Maurice André avec ses camarades Guy Touvron et Bernard Soustrot au sein des " 3 trompettes ".
Grand soliste, Thierry Caens est à l'origine de nombreux projets et créations (Y Xenakis, A Boucourechliev, J Guillou, M Solal, P Caratini, J Loup Longnon, F Talgorn, M Landowski, F Rauber, P Eotvos et publiera de nombreux arrangements édités chez Robert Martin, Hamelle/Leduc et Decado.
En 1989 il découvre le monde du tango argentin avec le trio Mosalini/Beytelmann/Caratini et enregistre un album remarqué " Cuadros " en 1991 réédité " Tangos et Milongas " chez Arion/Pierre Verany en 2013.
En 2011, Thierry Caens se voit proposer un rôle dans le film Les Fils de l'Hydre, de Christophe Gomes et Ludovic Gaudry. Ce film ne sortira jamais ! Il participera également au film d'Eric Nivot Kir, la légende et son double avec François Chattot en 2012.
Il collaborera avec de nombreux réalisateurs et comédiens : C Santelli, D Pitoiset, M Duchaussoy, F Chattot, L Wilson, Ph Torreton, P Lambert, F Maistre, D Paturel, R Jendly, F Marthouret, N Cerda, Les Saltimbanques, 26 000 couverts, Compagnie Opus, les Flancs Tireurs.
Membre de la Sacem, compositeur et arrangeur prolifique, ses œuvres sont jouées dans le monde entier, notamment par le quintette « Spanish Brass » et son concerto pour trombone Contrastes, créé par Michel Becquet en 1994, est créé en 2021 par Joël Vaïsse dans sa version symphonique avec l'Orchestre de Tampa (Floride USA).
En 2004, il crée le double concerto pour trompette, piano et orchestre, de et avec Martial Solal avec l'Orchestre Poitou-Charente. Concerto redonné à Radio France pour l'hommage rendu à Martial Solal en janvier 2022 , avec l'Orchestre National de France dir. Cristian Macelarù
En 2006 , il enregistre le CD "3ème souffle" avec l'Orchestre National de Lyon dir. Michel Plasson consacré à 4 œuvres écrites à son intention (William Sheller, Richard Galliano, Patrice Caratini, Michel Colombier) pour le label Indesens.
En 2011, il est président du Jury au concours de trompette international ARD de Munich.
En 2010, il est nommé chevalier des Arts et des Lettres par le ministre Frédéric Mitterrand.
En 2013 François Rebsamen, sénateur-maire le nomme Ambassadeur culturel de la ville de Dijon.
En 2020/2021 il enregistre un CD " Thierry Caens joue Cyrano et les grandes B.O. du cinéma français" avec l'Orchestre National Avignon-Provence dir. Jean-Claude Petit et Jérôme Pillement, en 2023 il enregistre le volume 2 consacré au B.O. du cinéma international (La Strada) + Orchestre Dijon-Bourgogne.
En 2023 il signe un contrat avec l'éditeur Suisse Marc Reift et publie ainsi tout son catalogue.